# Civitella Messer Raimondo
Civitella Messer Raimondo (Ciuvetàlle in abruzzese) è un comune italiano di 758 abitanti della provincia di Chieti in Abruzzo. Fa parte della Comunità montana Aventino-Medio Sangro. Era nota fino al 1863 solo come Civitella.

## Geografia fisica
Civitella Messer Raimondo si articola su un colle alla destra del fiume Verde, affluente dell'Aventino. Il territorio comunale, che si estende per 12,37 km², include i centri abitati di Calazzotto, Gallo, Selva e La Fonte.

## Storia
La presenza di insediamenti del paleolitico è confermata dal ritrovamento di pitture rupestri presso la grotta di La Pineta. Altri scavi hanno rinvenuto reperti preistorici in località Fonte Liberatori e resti di tombe con un folto corredo di suppellettili bronzee, anch'esse risalenti ad età preistorica. Il rinvenimento di un edificio termale di epoca romana, ornato da mosaici, sulla collina detta Il Piano, presso Frazione La Fonte, lascia supporre una continuità di insediamenti abitativi.
Le prime notizie documentate di Civitella Messer Raimondo sono del XII secolo, periodo in cui Civitellam fu feudo di un milite tenuto da Manerius de Palena. La zona fu poi menzionata nel XIV secolo fra le decime degli anni 1308 e 1326 dovute dal Prior ecclesie S. Marie de Civitella e dai chierici del loco. Nella prima metà del XV secolo a reggere il castello della cittadina vi fu Raimondo d'Annecchino. L'ultimo possessore del feudo fu la famiglia Baglioni, da cui deriva il nome del palazzo signorile che la suddetta famiglia lasciò nel paese.

### Simboli
Lo stemma e il gonfalone sono stati concessi con decreto del presidente della Repubblica del 21 giugno 1994.
Nello stemma comunale è raffigurata una quercia sradicata, con il fusto attraversato da una fascia caricata del toponimo Civitella, e accompagnata dalle lettere S e M puntate. Il gonfalone è un drappo di azzurro.

## Monumenti e luoghi d'interesse
- Castello o palazzo dei conti Baglioni: di evidente origine medievale, l'edificio è stato oggetto di numerosi rimaneggiamenti. L'attuale costruzione risalirebbe quindi al XVIII secolo, quando vi si stabilirono i conti Baglioni. Sullo spigolo destro del prospetto principale è situata una torretta angolare, realizzata in laterizio su mensole lapidee, utilizzata per scopi difensivi. I due restanti prospetti con bastioni sono realizzati in pietrame. Il portale d'accesso, in pietra della Maiella, è sovrastato da un balcone su mensole in pietra su cui sono disposte tre aperture. Attraverso l'androne, la cui volta a botte ospita lo stemma araldico della famiglia nobiliare, si accede ad una corte interna dell'edificio.
- Palazzo Gattone: edificio posto sul crinale collinare sul quale si articola il borgo, è accessibile attraverso un vicolo di Corso Umberto I. Il portale è realizzato in conci di pietra. Possiede un portico, antistante l'edificio, che si snoda su due livelli e si compone di archi in pietra, attraverso il quale sono poste le volte interne, a botte. All'interno è situato il "Museo della Civiltà contadina" allestito grazie alla collaborazione dei cittadini civitellesi.
- Chiesa del Santissimo Salvatore: risalente al XIII secolo, si presenta con una sobria facciata tinteggiata di giallo. Il portale principale è sormontato da un timpano triangolare che accoglie un mosaico raffigurante sant'Erasmo. L'interno è suddiviso in tre navate, coperte da volte a botte. I pilastri e le paraste sono decorate con finti marmi.

- Fiume Aventino e Rafting: sul fiume si svolge l'attività sportiva, instaurata a Civitella Messer Raimondo da pochi anni, grazie alla presenza di un centro sportivo unico nel centro Italia. Dal borgo è possibile accedere facilmente, inoltre, alla riserva naturale di Fara San Martino, con le sorgenti del fiume Verde, e le caratteristiche Gole. Vi è lo storico Monastero di San Martino in Valle (XII secolo).

## Società

### Evoluzione demografica
Abitanti censiti

## Amministrazione
| Periodo        | Periodo        | Primo cittadino    | Partito                         | Carica  | Note          |
| -------------- | -------------- | ------------------ | ------------------------------- | ------- | ------------- |
| 23 aprile 1995 | 14 giugno 2004 | Nicola D'Orazio    | Lista civica di Centro-sinistra | Sindaco | [ 8 ] [ 9 ]   |
| 14 giugno 2004 | 25 maggio 2014 | Paolo Di Guglielmo | Lista civica Nuove Ali          | Sindaco | [ 10 ] [ 11 ] |
| 25 maggio 2014 | 26 maggio 2019 | Danilo D'Orazio    | Lista civica Casa Civitella     | Sindaco | [ 12 ]        |
| 26 maggio 2019 | 26 giugno 2024 | Danilo D'Orazio    | Lista civica Casa Civitella     | Sindaco | [ 13 ]        |
| 26 giugno 2024 | in carica      | Danilo D'Orazio    | Lista civica Civitella unita    | Sindaco | [ 13 ]        |